# Тавриски
Тавриските (на латински: Taurisci, които според Плиний Стари съответстват на самите норики), са древно население от келтски произход, което мигрира в Северен Норик (съответстващ на днешна Източна Бавария, северната част на провинция Залцбург, Горна и Долна Австрия) около 350 г. пр.н.е., идващо от Галия, след като прекосява река Дунав.
Те представляват група от народи от келтски произход, към която принадлежи и народът на амбизонтите. Въпреки това те не бива да се бъркат с тавринските келти от долината на река По (чиято столица е древна Тавразия, днешният северноиталиански град Торино), макар че не може да се изключи общ произход.

## История

### Между 4 и 3 век пр.н.е.
Завладяването от келтите продължава и през 3 век пр.н.е. с окупацията първо на Североизточна Словения, след това на Каринтия и накрая на Долна Щирия малко след 200 г. пр.н.е. Те основават в южната част на Норик нови и важни келтски опидуми като Вирун, Теурния, Солва, Целея, Сантик и много други.

### Първи контакт с римляните
Първият контакт между населението на Норик на тавриските (или нориките) е през 183 г. пр.н.е., когато група от този народ се появява в района, където две години по-късно се издига римската колония Аквилея, и започва да строи своя опидиум. Римляните, които виждат в инициативата акт на намеса в римската политика на района на По, изпращат консула Марк Клавдий Марцел с легион да ги отстрани. Не са нужни оръжия, тъй като тавриските идват с мир и щом консулът се приближава до тях, те изпращат посланици да го уведомят, че ще се подчинят без колебание. Този жест се смята за знак на приятелство към римския народ, дотолкова, че определя през следващите векове отношения на отлично съседство и „взаимно гостоприемство“ между двата народа.

### Големи нашествия на кимври, тевтони и даки от Буребиста (113-60 г. пр.н.е.)
Знаем, че през 178 г. пр.н.е. тавриските предоставят на римляните съюзен контингент от 3000 души, въоръжени срещу народите на Истрия (яподи и либурни), докато някои техните банди (от района на Навпорт) се сблъскват през 129 г. пр.н.е. с консула Гай Семпроний Тудицан, който също се бие с близките карни и според надпис от епохата той заслужава триумф за тези си успехи.
Няколко години по-късно обаче тавриските поискват намесата на римляните и техните легиони, след като претърпяват инвазията на техните територии на германското население на кимврите и тевтоните. В последвалата битка близо до Норея през 113 г. пр.н.е. римляните не успяват да спрат германското настъпление.
За щастие двата германски народа решават да мигрират на запад в търсене на земи, където биха могли да се установят за постоянно и оставят свободни тавриските, които виждат изчезването на германската заплаха. За разлика от това римляните са принудени да се бият с тях повече от десетилетие, докато генералът Гай Марий не успява да ги победи и да ги унищожи окончателно през 102 и 101 г. пр.н.е.
Около 60 г. пр.н.е. тавриските са покорени, заедно с близкия келтски народ на боите, на който са съюзници, от царя на даките Буребиста, както ни разказва Страбон. Крайният резултат е, че някои племена тавриски мигрират на изток към западните граници на Дакийското царство на Буребиста в равнината на река Тиса; част от боите мигрират към Бохемия (на север), а друга част на юг, като първо обсаждат скандинавския град Норея и след това се нахлуват в земите на хелветите.

### Римска епоха
Тавриските са споменати от Апиан Александрийски по време на военните походи на Октавиан в Илирик (35-33 пр.н.е.). След това римляните отново воюват с този народ, може би защото все още не е покорен.
През 16 г. пр.н.е. нахлуването в Истрия на някои племена от Панония и Норик, включително на някои племена на тавриските, създава непосредствената предпоставка за анексирането на Южен Норик. Следващата кампания е водена от Публий Силий Нерва, консул от 20 г. пр.н.е. Така той окупира цялата област около Целея и Каринтия, където век и половина по-рано са открити важни златни мини.
Велей Патеркул съобщава, че по време на кампанията на Тиберий от 6 г.пр.н.е. срещу маркоманите от Марободуо походният лагер на Карнунт (където са настанени 4-те римски легиона), е разположен точно по границата с близкия и съюзник Кралство Норик, което остава свободно до управлението на Клавдий. Всъщност това е едва около 50 г. сл.н.е., когато частта от Северен Норик също е окончателно анексирана. При това имперските граници обхващат цялата област на север от Алпите до река Дунав. Народът на тавриските сега е част от Римската империя.